# Likkud

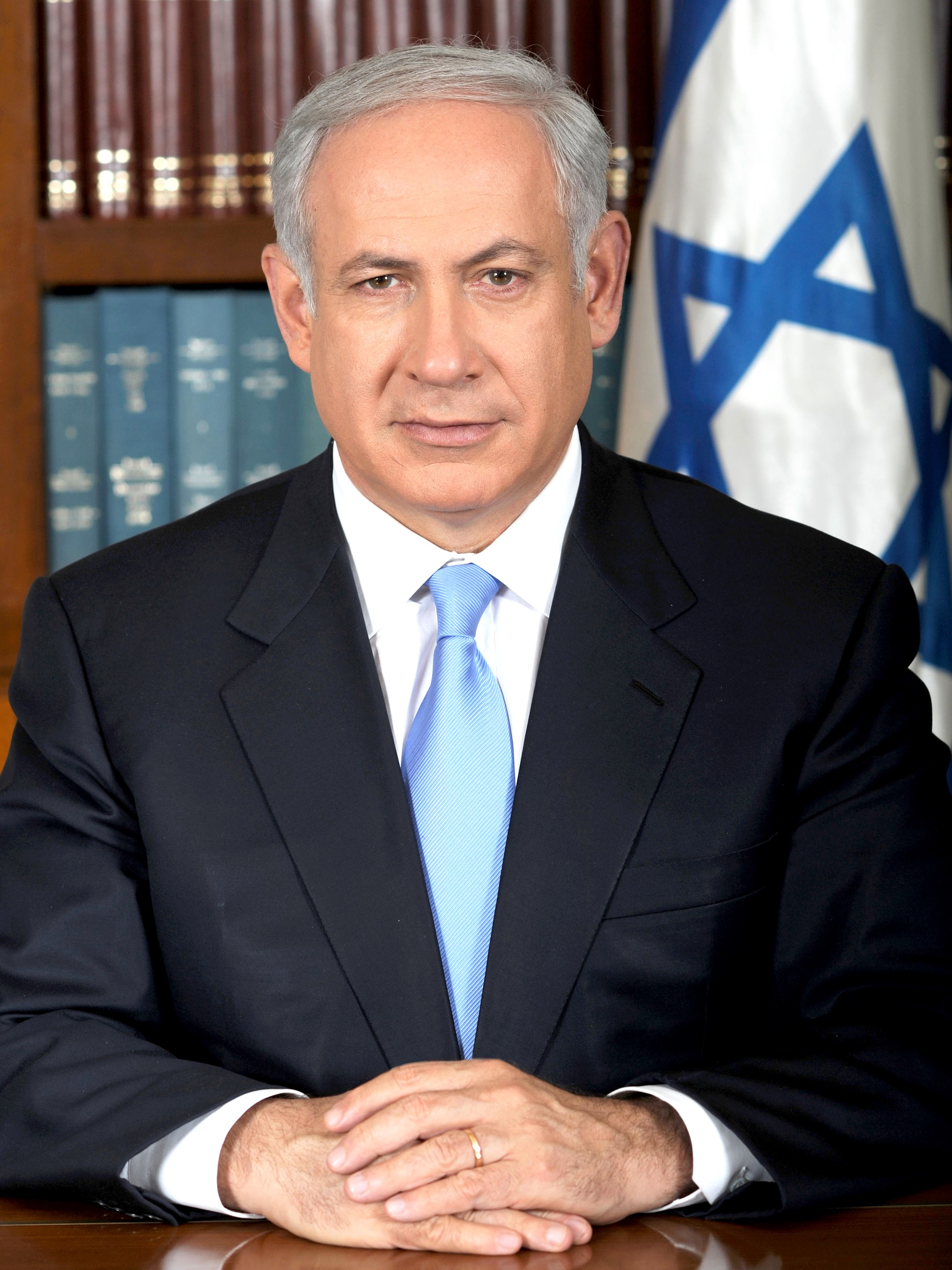
Binyamín Netanyahu, líder del Likkud.

El Likkud, de vegades Likud (hebreu: הליכוד‎, literalment consolidació, unió), és un partit de la dreta liberal i conservadora israeliana. Actualment és el primer partit polític d'Israel.

## Història
Es considera l'hereu del sionisme revisionista de Zeev Jabotinski, que s'oposava al domini del laborisme sobre el sionisme. El partit fou creat en 1973, quan el Gahal (la dreta nacional i liberal) el Centre Lliure i la Llista Nacional decideixen reunir-se per a les eleccions legislatives. A conseqüència de les nombroses fraccions que implicaven ja els dos partits fundadors, cal esperar fins al 1988 perquè el Likkud es faci un veritable partit unitari.

### Govern de Menahem Beguín (1977-1983)
Menahem Beguín esdevé Primer Ministre d'Israel el 1977, posant fi al domini dels laboristes que venia del període del Yixuv. El 1977 el Likkud guanyà les eleccions a Israel i Menahem Beguín esdevingué Primer Ministre d'Israel, en un govern de coalició amb el Partit Nacional Religiós, Agudat Israel, Shlomtzion, i més tard, amb Telem, nomenant Xaron com a Ministre d'Agricultura i desenvolupament rural d'Israel. Durant aquest mandat es produí la retirada israeliana de la península del Sinaí i els acords de Camp David amb Egipte.
El 1981 el Likkud guanyà de nou les les eleccions a Israel i Beguín renovà el càrrec com a Primer Ministre d'Israel, en coalició amb el Partit Nacional Religiós, Agudat Israel, Tami i Telem. Ariel Xaron fou nomenat ministre de defensa, i Israel s'annexionà els Alts del Golan en desembre, ocupats des de la guerra dels Sis Dies de 1967.
Com a resposta a l'intent d'assassinat de l'ambaixador israelià al Regne Unit, Shlomo Argov, per part del grup d'Abu Nidal. les Forces de Defensa d'Israel van envair el sud del Líban amb l'objectiu d'expulsar l'Organització per a l'Alliberament de Palestina (OAP) del Líban, immers en una guerra civil. Durant l'estiu de 1982 Israel va prendre el control de Beirut, que va ser assetjada i bombardejada durant dos mesos, fins que les forces de l'Organització per a l'Alliberament de Palestina (OAP) van acceptar sortir de la ciutat. L'operació militar va rebre el nom de Pau per Galilea. Durant l'ocupació israeliana de Beirut, es va permetre l'entrada de les milícies cristianes libaneses a la zona oest de la ciutat, on es trobaven dos camps de refugiats. El 16 de setembre, aquestes milícies van entrar als camps i van iniciar l'execució d'uns 1.000 refugiats palestins als camps de Sabra i Xatila, fets dels què la Comissió Kahan, creada per la Kenésset, va assenyalar Ariel Xaron com a responsable "indirecte" i "personal". Encara que els israelians no van participar en la massacre, la investigació va acusar Xaron de la seva responsabilitat personal per negligència i complaença amb els fets que van succeir. El resultat de tot plegat va ser la destitució de Xaron com a ministre de Defensa, continuant en el govern com a Ministre sense cartera, i va precipitar la fi del mandat de Beguín, que fou substituït per Yitshaq Xamir fins les eleccions legislatives d'Israel de 1984.

### Govern de Yitshaq Xamir (1983-1984) i Govern d'unió nacional
Menahem Beguín és reemplaçat per Yitshaq Xamir, que va perdre les eleccions legislatives d'Israel de 1984 davant el laborista Ximon Peres. Peres i Shamir van signar un acord de gran coalició on Peres es va convertir en primer ministre mentre que Shamir va romandre ministre d'Afers Exteriors fins al 1986, quan Peres i Shamir van intercanviar els càrrecs, governant en coalició fins al 1990, quan els laboristes abandonen la coalició. El 1991, Xamir accepta les negociacions de Madrid que havien de preparar la pau per a l'Orient Mitjà. Però, es nega a prendre compromisos reals per por de perdre la seva feble majoria.

### A l'oposició (1992-1996)
Els laboristes guanyaren les eleccions legislatives d'Israel de 1984 i el Likkud, molt reticent als Acords d'Oslo, comença un tomb cap a un liberalisme econòmic més marcat sota la influència del seu nou líder a partir de 1993, Binyamín Netanyahu.

### Primer govern de Netanyahu (1996-1999)
Després de l'assassinat del Primer Ministre d'Israel Yitshaq Rabín al final d'una manifestació en suport dels Acords d'Oslo, el successor temporal de Rabín, Ximon Peres, va decidir convocar eleccions anticipades per tal de donar al govern un mandat per avançar en el procés de pau. Els mesos previs a les eleccions legislatives israelianes de 1996 es van veure marcats per una sèrie d'atacs terroristes de Hamàs a Israel. Després que el Shin Bet assassinés el líder militar de Hamàs, Yahya Ayyash, el 5 de gener de 1996, Mohammed Deif, ara comandant de les brigades Izz ad-Din al-Qassam, va organitzar una campanya de bombardejos dins d'Israel com a represàlia, incloent-hi els atemptats suïcides del Centre Dizengoff i els atemptats amb bomba a l'autobús de la carretera de Jaffa, i la incapacitat del govern laborista per aturar-los va impulsar la victòria del Likkud, que després de mesos de negociacions va bastir una coalició amb Guéixer i Tsómet.
El 1996, Binyamín Netanyahu esdevé Primer Ministre d'Israel formant govern de coalició de Likkud, Guéixer i Tsómet amb  Xas, el Partit Nacional Religiós, Israel ba-Aliyà, el Judaisme Unit de la Torà i la Tercera Via al govern, amb la coalició que ocupava 66 dels 120 escons a la Knesset. El govern també va rebre el suport, però no s'hi va unir, dels dos escons de Molédet. El govern aturà el procés de pau i portà en paral·lel una política econòmica molt liberal. Guéixer va abandonar la coalició el 6 de gener de 1998, però el govern va romandre.

### A l'oposició
A les eleccions legislatives d'Israel de 1999 el partit més votat fou Israel Ahat (Un Israel), una coalició formada pel Partit Laborista Israelià, Meimat i Guéixer i fou nomenat Primer Ministre d'Israel el cap laborista Ehud Barak en coalició amb Xas, Mérets, el Partit Religiós, Israel ba-Aliyà i el Partit de Centre. La coalició es va trencar a la fi de l'any 2000 arran de la Segona Intifada i Barak va dimitir.

### Govern de Xaron (2001-2005)
Ariel Xaron, del Likkud va ser nomenat primer ministre al març de 2001, havent vençut els laboristes de Barak per un ampli marge. Xaron va ser reelegit de manera aclaparadora en 2003, batent al laborista i pacifista Amram Mitsnà. El maig de 2004, durant seu el mandat de Primer Ministre el seu Pla de retirada unilateral israeliana de la Franja de Gaza i la part nord de Cisjordània (Samària), ocupades i administrades per Israel des de la Guerra dels Sis Dies va ser rebutjat en referèndum pels militants del Likkud, però Xaron va formar una altra coalició quan va convèncer els laboristes el desembre de 2004 que li van donar suport per dur a terme, formant un govern d'unitat. D'aquesta manera, Xaron va deixar aïllats als partits més radicals de la dreta, que fins aleshores havien estat els seus aliats més ferms. Netanyahu va accelerar la fractura del partit en presentar-se com el líder de la facció més conservadora, que es negava a l'evacuació.

### Escissió de Kadima
Al mateix ritme que la popularitat de Xaron creixia entre la ciutadania israeliana, anava minvant dins del seu propi partit fins que Xaron va abandonar-lo per formar un nou partit anomenat Kadima el 24 de novembre de 2005, esdevenint el primer Primer Ministre d'Israel que no pertanyia a cap dels dos partits que tradicionalment havien dominat la política del país, el Partit Laborista i el Likkud. L'home fort del Likkud torna a ser Binyamín Netanyahu que guanya les eleccions primàries del partit, el 19 de desembre de 2005.
Les eleccions legislatives d'Israel de 2006 van resultar desastroses per al Likkud, portat al quart lloc pels laboristes i l'ascens de l'extrema dreta Yisrael Beiteinu, que defensa l'eliminació dels àrabs d'Israel.

### Segon govern de Netanyahu (2009-2021)
A les eleccions legislatives d'Israel de 2009 fou el segon partit més votat i va obtenir 27 escons i aconseguí que el seu líder Benyamín Netanyahu fos nomenat primer ministre creant una coalició amb Israel Beitenu, el Partit Laborista Israelià i el Xas, així obtenint majoria absoluta va jurar el seu càrrec com Primer Ministre d'Israel al març de 2009.
El 29 d'octubre de 2012, els delegats del Likkud aprovaren l'aliança electoral entre el seu partit i Israel Beitenu per conformar una llista comuna per a les eleccions legislatives d'Israel de 2013, que assolí la primera posició i la coalició va obtenir 31 escons, 20 dels quals foren per al Likkud.
El tercer govern de Binyamín Netanyahu va prendre possessió el 18 de març de 2013, sent una coalició de Likkud-Yisrael Beiteinu, Yeix Atid, La Llar Jueva i Hatnuah. L'aliança de Likkud i Yisrael Beiteinu es va rompre el juliol de 2014 i el 2 de desembre de 2014, Netanyahu va destituir la ministra de Justícia Tzipi Livni, de Hatnuah i la ministra de Finances Yair Lapid de Yeix Atid, per la seva oposició a la lluita contra el programa nuclear de l'Iran, aconseguir que els palestins reconeguin Israel com a Estat jueu i continuar construint a les zones ocupades de Jerusalem est, i quatre ministres més de Yeix Atid van dimitir provocant la convocatòria de noves eleccions per al 17 de març de 2015.
El Likkud es presentà per separat a les eleccions legislatives d'Israel de 2015, i Netanyahu formà un nou govern de coalició de Likkud amb la Llar Jueva, Judaisme Unit de la Torà, Kulanu i Xas, amb el mínim de 61 escons, i Yisrael Beiteinu es va unir a la coalició el maig de 2016.
El juliol de 2019 Netanyahu es convertí en la persona que durant més temps havia ocupat el càrrec de primer ministre.

### A l'oposició
Després de les eleccions de març de 2021, Naftali Bennett de Yamina i Yair Lapid de Yeix Atid arribaren a un acord de govern rotatori que tindria també el suport d'altres sis partits d'ideologies molt diverses, incloent un partit àrab, per tal de desallotjar Binyamín Netanyahu del poder. El 30 de juny de 2022, després de l'agreujament de les diferències entre els partits del govern i de patir algunes desercions que els feren perdre la majoria parlamentària, la Kenésset va aprovar la seva dissolució i convocatòria d'eleccions.

### Tercer govern de Netanyahu (2022-)
Les eleccions legislatives d'Israel de 2022 donaren la majoria al bloc format pel Likkud i els seus aliats religiosos i sionistes religiosos d'extrema dreta que els permetia formar govern i el retorn de Binyamín Netanyahu com a primer ministre per tercera vegada. Netanyahu formà una coalició de Likkud, Xas, Partit Nacional Religiós - Sionisme Religiós, Noam, Otzma Yehudit i Judaisme Unit de la Torà (JUT),
El 7 d'octubre del 2023, després que militants palestins de Gaza llancessin un important atac contra diverses comunitats al sud d'Israel, va anunciar que el seu país entraria en estat de guerra contra Hamàs.
La guerra entre l'Iran i Israel va començar el 13 de juny de 2025, quan Israel va llançar atacs contra desenes d'objectius iranians amb l'objectiu d'aturar l'expansió del programa nuclear de l'Iran. Sota el nom en clau de l'Operació Lleó Creixent, les Forces de Defensa d'Israel (IDF) i Mossad van atacar llocs nuclears clau, instal·lacions militars i zones residencials habitades per civils. A partir de la nit del 13 de juny, l'operació de represàlia de l'Iran Operació Veritable Promesa III va llançar míssils balístics i drons en llocs militars, llocs d'intel·ligència i zones residencials. El 24 de juny, Israel i l'Iran van acordar un alto el foc.

## Líders
|     | Líder | Líder              | Inici | Final        | Primer ministre      |
| --- | ----- | ------------------ | ----- | ------------ | -------------------- |
| 1   |       | Menahem Beguín     | 1973  | 1983         | 1977–1983            |
| 2   |       | Yitshaq Xamir      | 1983  | 1993         | 1983–1984, 1986–1992 |
| 3   |       | Binyamín Netanyahu | 1993  | 1999         | 1996–1999            |
| 4   |       | Ariel Xaron        | 1999  | 2005         | 2001–2006            |
| (3) |       | Binyamín Netanyahu | 2005  | En el càrrec | 2009–present         |

## Resultats en les eleccions a la Kenésset
| Any           | Líder              | Vots      | %          | Escons   | +/- | Notes | Estatus              |
| ------------- | ------------------ | --------- | ---------- | -------- | --- | --- | -------------------- |
| 1973          | Menachem Begin     | 473.309   | 30,2 (#2)  | 39 / 120 | 7   | | Oposició             |
| 1977          | Menachem Begin     | 583.968   | 33,4 (#1)  | 43 / 120 | 4   | Els dos membres de Shlomtzion s'uniren al partit, tenint així 45 escons                                                                                                  | Govern               |
| 1981          | Menachem Begin     | 718.941   | 37,1 (#1)  | 48 / 120 | 3   | | Govern               |
| 1984          | Yitzhak Shamir     | 661.302   | 31,9 (#2)  | 41 / 120 | 7   | | Govern               |
| 1988          | Yitzhak Shamir     | 709.305   | 31,1 (#1)  | 40 / 120 | 1   | | Govern               |
| 1992          | Yitzhak Shamir     | 651.229   | 24,9 (#2)  | 32 / 120 | 8   | | Oposició             |
| 1996          | Benjamin Netanyahu | 767.401   | 25,1 (#2)  | 22 / 120 | 10  | Escons aconseguits dins de la coalició que formà amb Guéixer i Tzomet, que en total n'obtingué 32                                                                        | Govern               |
| 1999          | Benjamin Netanyahu | 468.103   | 14,1 (#2)  | 19 / 120 | 3   | | Oposició (1999-2001) |
| 2003          | Ariel Xaron        | 925.279   | 29,4 (#1)  | 38 / 120 | 19  | | Govern               |
| 2006          | Benjamin Netanyahu | 281.996   | 9,0 (#4)   | 12 / 120 | 26  | | Oposició             |
| 2009          | Benjamin Netanyahu | 729.054   | 21,6 (#2)  | 27 / 120 | 15  | | Govern               |
| 2013          | Benjamin Netanyahu | 884.631   | 23,3 (#1)  | 20 / 120 | 7   | Escons aconseguits dins de la coalició que formà amb Israel Beitenu, que en total n'obtingué 31                                                                          | Govern               |
| 2015          | Benjamin Netanyahu | 984.966   | 23,4 (#1)  | 30 / 120 | 10  | | Govern               |
| abril 2019    | Benjamin Netanyahu | 1.138.772 | 26,5 (#1)  | 35 / 120 | 5   | | Es repeteixen        |
| setembre 2019 | Benjamin Netanyahu | 1.113.617 | 25,10 (#2) | 32 / 120 | 7   | Abans de les eleccions, el Kulanu amb 4 membres es dissolgué i se'ls uní                                                                                                 | Es repeteixen        |
| 2020          | Benjamin Netanyahu | 1.352.449 | 29,46 (#1) | 36 / 120 | ▲4  | | Govern               |
| 2021          | Benjamin Netanyahu | 1.066.892 | 24,19 (#1) | 30 / 120 | 7   | Formà part de la llista el partit Guéixer que tenia un parlamentari. Un dels electes era Ofir Sofer, del Partit Sionista Religiós però que anava a la llista del Likkud. | Oposició             |
| 2022          | Benjamin Netanyahu | 1.115.155 | 23,41 (#1) | 32 / 120 | 2   | | Govern               |